# Folker (Zeitschrift)

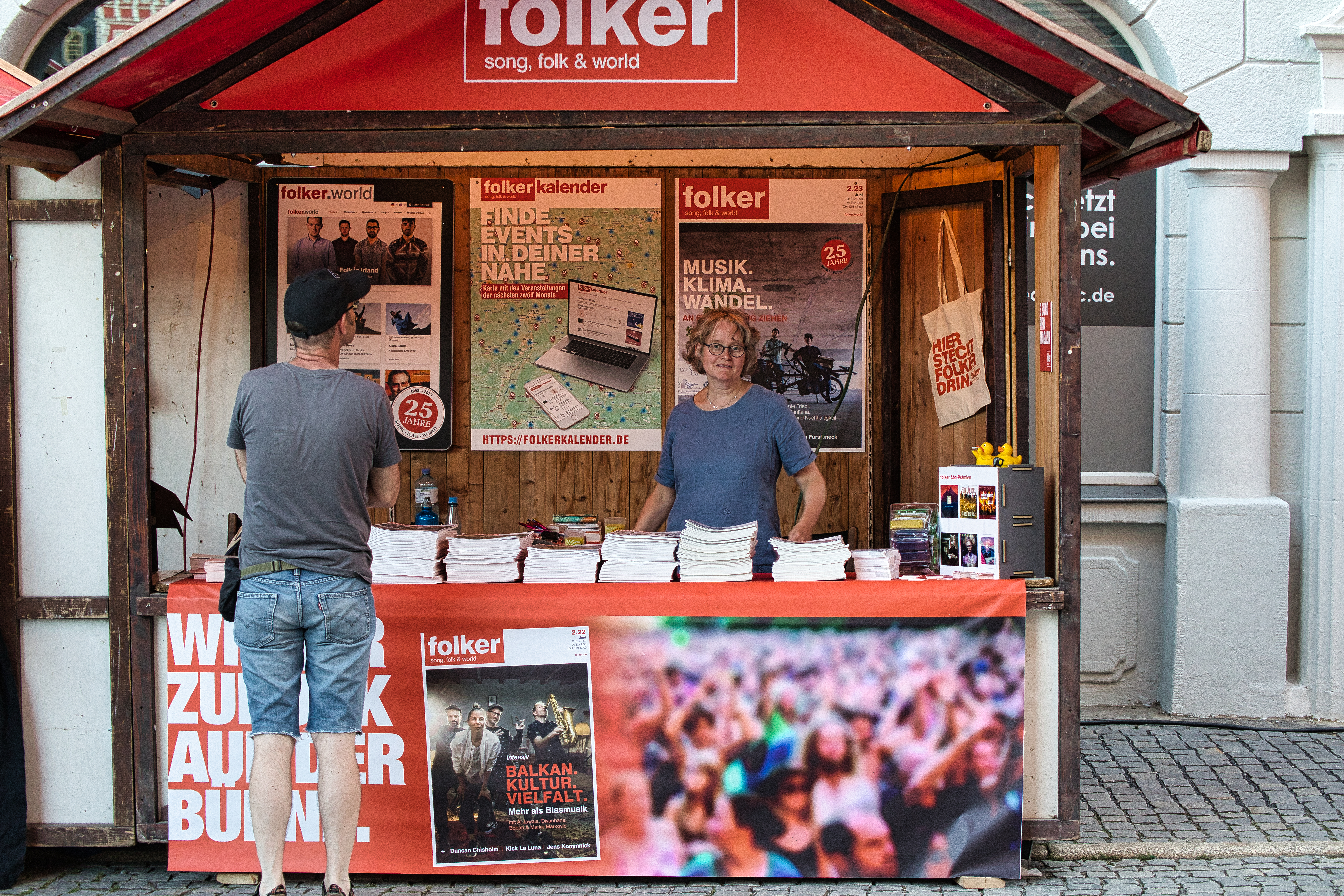
Wie jedes Jahr hat der Folker seinen Stand 2023 auf dem Marktplatz im Zentrum des Rudolstadt-Festivals

Der folker (Eigenschreibweise folker song, folk & world) ist ein deutschsprachiges Musikmagazin.
Im Heft finden sich Porträts, Interviews, Features, Kommentare, Nachrichten, Rezensionen und anderes mehr aus dem weiten Kosmos von Folk, Lied und globaler Musik. Neu seit dem Neustart ist die Konzentration auf Schwerpunktthemen, die aus verschiedenen Perspektiven umfassender beleuchtet werden. Dass dies ausgewogen und in einem informativen Mix geschieht, dafür sorgt die Redaktion, in der sich langjährige Erfahrung und emotionale Verbundenheit mit den behandelten Themenbereichen und den dahinterstehenden Menschen vereinen. Hinter dem folker steht ein Team von fünfzehn und mehr Redakteurinnen und Redakteuren, Fotografinnen und Fotografen, Lektorinnen und Lektoren, Grafikmenschen, der Verlegerin sowie darüber hinaus unzähligen Autorinnen und Autoren, die sich regelmäßig für das Magazin und folker.world engagieren.
Hervorgegangen aus dem westdeutschen Folk-Michel und dem ostdeutschen (Leipziger) Folksblatt erschien die Zeitschrift von 1998 bis 2020 zweimonatlich im Christian-Ludwig-Verlag in Moers. Seit Dezember 2021 erscheint sie mit vier Ausgaben pro Jahr unter der Mitarbeit von über vierzig ständigen Mitarbeitern (und -innen) im Verlag fortes medien GmbH (mit Sitz im oberbayrischen Fuchstal); Herausgeber ist Mike Kamp, die Endredaktion leitet Stefan Backes, das Redaktionsbüro befindet sich in Bad Honnef.